# District de Shahekou
Le district de Shahekou (沙河口区 ; pinyin : Shākékǒu Qū) est une subdivision administrative de la province du Liaoning en Chine. Il est placé sous la juridiction de la ville sous-provinciale de Dalian.